# NCAA Basketball Tournament Most Outstanding Player
NCAA Basketball Tournament Most Outstanding Player è un premio conferito ogni anno dalla Associated Press per il campionato di pallacanestro NCAA Division I e assegnato al miglior giocatore delle Final four.

## Vincitori

### Uomini
- 1939 - Jimmy Hull,  Ohio State Buckeyes
- 1940 - Marv Huffman,  Indiana Hoosiers
- 1941 - Johnny Kotz,  Wisconsin Badgers
- 1942 - Howie Dallmar,  Stanford Cardinal
- 1943 - Kenny Sailors,  Wyoming Cowboys
- 1944 - Arnie Ferrin,  Utah Utes
- 1945 - Bob Kurland,  Okl. A&M Aggies
- 1946 - Bob Kurland,  Okl. A&M Aggies
- 1947 - George Kaftan,  H. Cross Crusaders
- 1948 - Alex Groza,  Kentucky Wildcats
- 1949 - Alex Groza,  Kentucky Wildcats
- 1950 - Irwin Dambrot,  CCNY Beavers
- 1951 - Bill Spivey,  Kentucky Wildcats
- 1952 - Clyde Lovellette,  Kansas Jayhawks
- 1953 - B.H. Born,  Kansas Jayhawks
- 1954 - Tom Gola,  La Salle Explorers
- 1955 - Bill Russell,  S. Francisco Dons
- 1956 - Hal Lear,  Temple Owls
- 1957 - Wilt Chamberlain,  Kansas Jayhawks
- 1958 - Elgin Baylor,  Seattle Redhawks
- 1959 - Jerry West,  WV Mountaineers
- 1960 - Jerry Lucas,  Ohio State Buckeyes
- 1961 - Jerry Lucas,  Ohio State Buckeyes
- 1962 - Paul Hogue,  Cincinnati Bearcats
- 1963 - Art Heyman,  Duke Blue Devils
- 1964 - Walt Hazzard,  UCLA Bruins
- 1965 - Bill Bradley,  Princeton Tigers
- 1966 - Jerry Chambers,  Utah Utes
- 1967 - Lew Alcindor,  UCLA Bruins

- 1968 - Lew Alcindor,  UCLA Bruins
- 1969 - Lew Alcindor,  UCLA Bruins
- 1970 - Sidney Wicks,  UCLA Bruins
- 1971 - assegnato ad Howard Porter poi revocato
- 1972 - Bill Walton,  UCLA Bruins
- 1973 - Bill Walton,  UCLA Bruins
- 1974 - David Thompson,  NCSU Wolfpack
- 1975 - Richard Washington,  UCLA Bruins
- 1976 - Kent Benson,  Indiana Hoosiers
- 1977 -  Butch Lee,  Marquette G. Eagles
- 1978 - Jack Givens,  Kentucky Wildcats
- 1979 - Magic Johnson,  MSU Spartans
- 1980 - Darrell Griffith,  Louisville Cardinals
- 1981 - Isiah Thomas,  Indiana Hoosiers
- 1982 - James Worthy,  N. Carol. Tar Heels
- 1983 -  Akeem Olajuwon,  Houston Cougars
- 1984 - Patrick Ewing,  Georgetown Hoyas
- 1985 - Ed Pinckney,  Villanova Wildcats
- 1986 - Pervis Ellison,  Louisville Cardinals
- 1987 - Keith Smart,  Indiana Hoosiers
- 1988 - Danny Manning,  Kansas Jayhawks
- 1989 - Glen Rice,  Michigan Wolverines
- 1990 - Anderson Hunt,  UNLV R. Rebels
- 1991 - Christian Laettner,  Duke Blue Devils
- 1992 - Bobby Hurley,  Duke Blue Devils
- 1993 - Donald Williams,  N. Carol. Tar Heels
- 1994 - Corliss Williamson,  Ark. Razorbacks
- 1995 - Ed O'Bannon,  UCLA Bruins
- 1996 - Tony Delk,  Kentucky Wildcats

- 1997 - Miles Simon,  Arizona Wildcats
- 1998 - Jeff Sheppard,  Kentucky Wildcats
- 1999 - Richard Hamilton,  UConn Huskies
- 2000 - Mateen Cleaves,  MSU Spartans
- 2001 - Shane Battier,  Duke Blue Devils
- 2002 - Juan Dixon,  Maryland Terrapins
- 2003 - Carmelo Anthony,  Syracuse Orange
- 2004 - Emeka Okafor,  UConn Huskies
- 2005 - Sean May,  N. Carol. Tar Heels
- 2006 - Joakim Noah,  Florida Gators
- 2007 - Corey Brewer,  Florida Gators
- 2008 - Mario Chalmers,  Kansas Jayhawks
- 2009 - Wayne Ellington,  N. Carol. Tar Heels
- 2010 - Kyle Singler,  Duke Blue Devils
- 2011 - Kemba Walker,  UConn Huskies
- 2012 - Anthony Davis,  Kentucky Wildcats
- 2013 - Luke Hancock,  Louisville Cardinals
- 2014 - Shabazz Napier,  UConn Huskies
- 2015 - Tyus Jones,  Duke Blue Devils
- 2016 - Ryan Arcidiacono,  Villanova Wildcats
- 2017 - Joel Berry,  N. Carol. Tar Heels
- 2018 - Donte DiVincenzo,  Villanova Wildcats
- 2019 - Kyle Guy,  Virginia Cavaliers
- 2020 - non assegnato
- 2021 - Jared Butler,  Baylor Bears
- 2022 - Ochai Agbaji,  Kansas Jayhawks
- 2023 -  Adama Sanogo,  UConn Huskies
- 2024 - Tristen Newton,  UConn Huskies
- 2025 - Walter Clayton,  Florida Gators

### Donne
- 1982 - Janice Lawrence,  L.T. Lady Techsters
- 1983 - Cheryl Miller,  USC Trojans
- 1984 - Cheryl Miller,  USC Trojans
- 1985 - Tracy Claxton,  ODU L. Monarchs
- 1986 - Clarissa Davis,  Texas Longhorns
- 1987 - Tonya Edwards,  Tenn. L. Volunteers
- 1988 - Erica Westbrooks,  L.T. Lady Techsters
- 1989 - Bridgette Gordon,  Tenn. L. Volunteers
- 1990 - Jennifer Azzi,  Stanford Cardinal
- 1991 - Dawn Staley,  Virginia Cavaliers
- 1992 - Molly Goodenbour,  Stanford Cardinal
- 1993 - Sheryl Swoopes,  TTU Lady Raiders
- 1994 - Charlotte Smith,  N. Carol. Tar Heels
- 1995 - Rebecca Lobo,  UConn Huskies

- 1996 - Michelle Marciniak,  Tenn. L. Volunteers
- 1997 - Chamique Holdsclaw,  Tenn. L. Volunteers
- 1998 - Chamique Holdsclaw,  Tenn. L. Volunteers
- 1999 - Ukari Figgs,  Purdue Boilerm.
- 2000 - Shea Ralph,  UConn Huskies
- 2001 - Ruth Riley,  N. Dame F. Irish
- 2002 - Swin Cash,  UConn Huskies
- 2003 - Diana Taurasi,  UConn Huskies
- 2004 - Diana Taurasi,  UConn Huskies
- 2005 -  Sophia Young,  Baylor Lady Bears
- 2006 - Laura Harper,  Maryland Terrapins
- 2007 - Candace Parker,  Tenn. L. Volunteers
- 2008 - Candace Parker,  Tenn. L. Volunteers
- 2009 - Tina Charles,  UConn Huskies

- 2010 - Maya Moore,  UConn Huskies
- 2011 - Danielle Adams,  Texas A&M Aggies
- 2012 - Brittney Griner,  Baylor Lady Bears
- 2013 - Breanna Stewart,  UConn Huskies
- 2014 - Breanna Stewart,  UConn Huskies
- 2015 - Breanna Stewart,  UConn Huskies
- 2016 - Breanna Stewart,  UConn Huskies
- 2017 - A'ja Wilson,  S.C. Gamecocks
- 2018 - Arike Ogunbowale,  N. Dame F. Irish
- 2019 - Chloe Jackson,  Baylor Lady Bears
- 2020 - non assegnato
- 2021 - Haley Jones,  Stanford Cardinal
- 2022 - Aliyah Boston,  S.C. Gamecocks
- 2023 - Angel Reese,  LSU Lady Tigers
- 2024 -  Kamilla Cardoso,  S.C. Gamecocks
- 2025 - Azzi Fudd,  UConn Huskies